# Орден Верности (Баден)
Родовой орден Верности (фр. Ordre de la Fidélité, нем. Hausorden der Treue) — старейший и старший орден Великого герцогства Баден.

## История
Орден Верности учреждён 17 июня 1715 года маркграфом Карлом Вильгельмом Баден-Дурлахским в память основания своей новой столицы Карлсруэ. Новый орден получил название на языке королевских дворов и дипломатии, французском, — Ordre de la Fidélité.
8 мая 1803 года курфюрст Баденский Карл Фридрих разделил орден на 2 класса — Большой крест и командорский крест.
17 января 1840 года официально объявлен высшим орденом Великого герцогства Баден под названием Родовой орден Верности. 17 июня 1840 года принят новый статут ордена. Большой крест предназначался для принцев баденского дома, иностранных суверенов и высших государственных деятелей.
В 1902 году в воспоминание свадьбы наследного герцога Фридриха и принцессы Хильды Нассауской, был учреждён ещё один класс ордена — крест принцессы (нем. Prinzessinenkreuz), предназначавшийся для принцесс баденского дома.
При пожаловании Большого креста ордена Верности суверенам и принцам одновременно вручался и Большой крест ордена Церингенского льва (до 1877 года) или ордена Бертольда Церингенского (с 1877 года).

## Степени ордена
- Большой крест — крест на широкой ленте через правое плечо и звезда на левой стороне груди
- Командор — крест на узкой ленте на шее и звезда на левой стороне груди
- Крест принцессы

## Знаки ордена
Знаки ордена состоят из креста, звезды и ленты.
Крест ордена — золотой мальтийский крест красной эмали с золотыми шариками на концах. В углах креста золотые монограммы из двух переплетённых латинских литер C. В центре лицевой стороны креста золотой круглый медальон белой эмали с узким золотым ободком. В центре медальона золотая монограмма из двух переплетённых латинских литер C, под которой  стилизованное изображение горного хребта. Над монограммой, по окружности, девиз ордена — FIDELITAS. На оборотной стороне креста в центральном медальоне изображён герб Бадена — в золотом поле красная перевязь вправо. Крест подвешен к золотой короне, которая через кольцо крепится к орденской ленте.
Звезда ордена серебряная восьмиконечная. На центр звезды наложен крест, аналогичный кресту ордена, с несколько увеличенным центральным медальоном. На диагональных лучах звезды помещены золотые монограммы из двух переплетённых латинских литер C.
Лента ордена шёлковая муаровая, жёлтого цвета с серебряными полосками вдоль краёв.

## Иллюстрации
- Знак ордена, XVIII век
- Звезда ордена, XVIII век
- Знак ордена, XIX век
- Звезда ордена, XIX век
- Барон Штойбен (1730—1794) со знаками ордена Верности